# Schizodon australis
Schizodon australis är en fiskart som beskrevs av Garavello, 1994. Schizodon australis ingår i släktet Schizodon och familjen Anostomidae. Inga underarter finns listade i Catalogue of Life.